# Tanchelmo

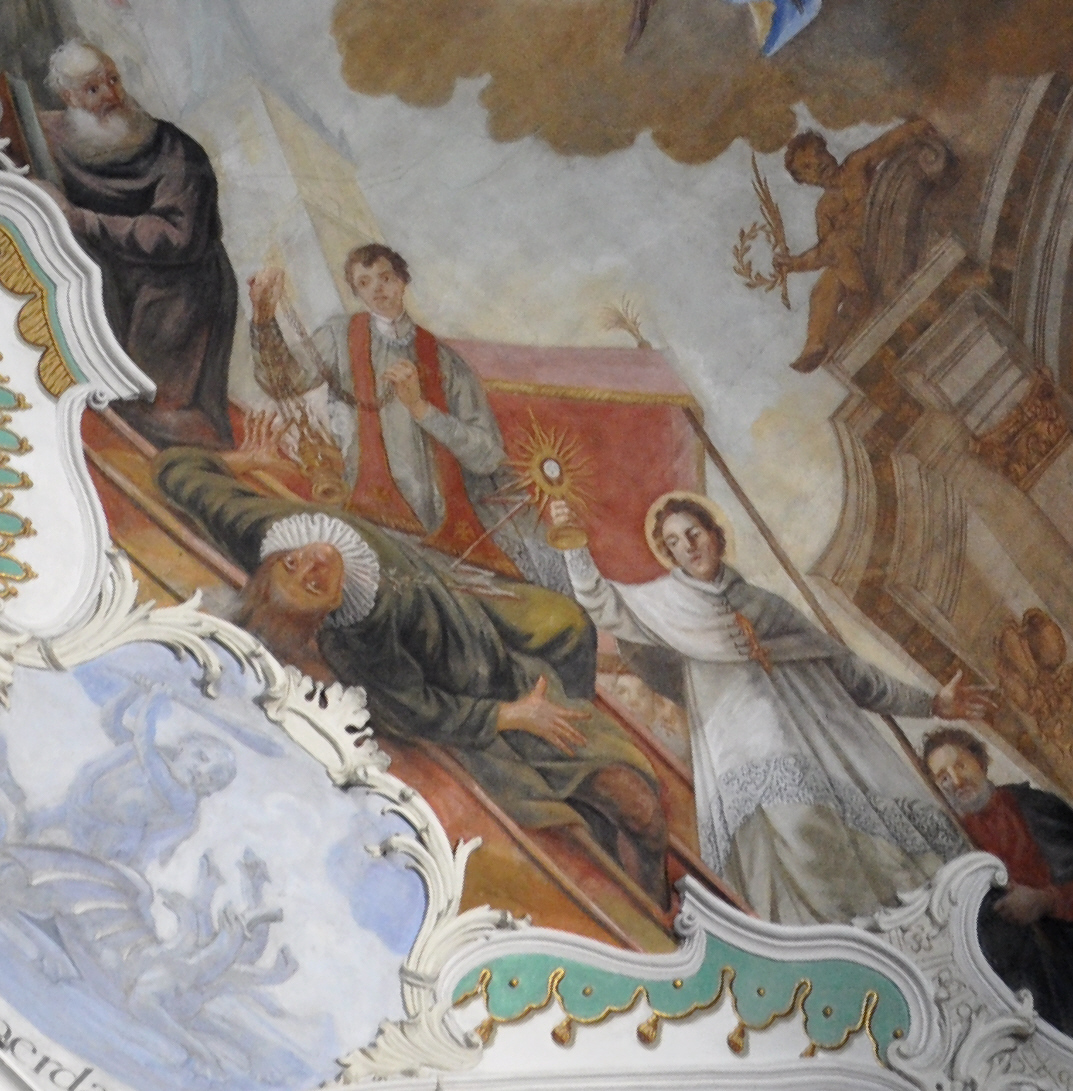
Norberto di Prémontré che combatte contro il predicatore eretico Tanchelmo; affresco di Johannes Zick nella chiesa dell'Abbazia di Schussenried

Tanchelmo di Anversa (in francese  Tanchelm d'Anvers; in olandese Tanchelm; XI secolo – 1115) fu un predicatore itinerante, attivo nelle Fiandre a cavallo tra l'XI e il XII secolo e bollato come eretico dalla Chiesa cattolica, della quale fu uno dei più grandi critici del periodo.

## Biografia
Secondo alcuni Tanchelmo, di cui data e luogo di nascita sono sconosciuti, era un monaco, secondo altri un laico. Forse apparteneva alla cerchia del conte Roberto II di Fiandra (1092–1111). Dal 1112 predicò ad Anversa, nel Ducato di Brabante, nelle Fiandre e in Zelanda contro la chiesa ufficiale e la sua gerarchia e contro la presenza reale nell'Eucaristia. Si oppose al pagamento delle decime e condannò quei sacerdoti che vivevano con le donne. Esortava i cristiani a non ricevere i sacramenti, che riteneva privi di validità.
A quanto pare si trovava anche a Roma, dove avrebbe fatto una campagna, senza risultato, per un'estensione del vescovado di Thérouanne per coprire le isole della Schelda. Fu brevemente arrestato a Colonia nel 1113/1114 ma nuovamente rilasciato, nonostante le vigorose proteste del clero della cattedrale di Utrecht. Nel 1115, fu ucciso da un sacerdote durante un viaggio sull'acqua.
I seguaci di Tanchelmo, che si dice si sia lasciato venerare quasi fino al culto, si trovarono ancora per un periodo dopo la sua morte ad Anversa; nel 1124 San Norberto di Prémontré predicò contro le loro eresie.